# Capilla All Souls
La Capilla All Souls (en inglés: All Souls Chapel) es una capilla histórica, que esta adjunta a la catedral de San Pedro, en Charlottetown, en la isla Prince Edward, al este de Canadá. Construida con piedra arenisca de la isla Prince Edward en el estilo arquitectónico gótico victoriano, ofrece vistas a la plaza de Rochford.
La Capilla All Souls fue construida en 1888 como un monumento al Padre George Hodgson, el primer "sacerdote titular" de la Catedral de San Pedro, con un diseño del arquitecto eclesiástico, Critchlow William Harris, y con pinturas de su hermano, Robert Harris, en las paredes de la capilla .